# EchoStar XIX
O EchoStar XIX, também conhecido por Jupiter 2, é um satélite de comunicação geoestacionário estadunidense que foi construído pela Space Systems/Loral (SS/L). Ele está localizado na posição orbital de 109 graus de longitude oeste e é operado pela EchoStar. O satélite foi baseado na plataforma SSL-1300 e sua expectativa de vida útil é de 15 anos.

## Lançamento
O satélite foi lançado com sucesso ao espaço no dia 18 de dezembro de 2016, por meio de um veiculo Atlas V, a partir da Estação da Força Aérea de Cabo Canaveral, na Flórida, EUA. Ele tinha uma massa de lançamento em torno de 6637 kg.

## Capacidade e cobertura
O EchoStar XVII é equipado com transponders de banda Ka para fornecer alta capacidade e alta velocidade de acesso à Internet via satélite na América do Norte.